# Temporada 1984-1985 del FC Barcelona
Les dades més destacades de la temporada 1984-1985 del Futbol Club Barcelona són les següents:

## Títols
- Lliga: (10a)

## 1984

### Novembre
- 19 novembre - Enrique Castro, Quini fitxa definitivament per l'Sporting de Gijón i queda deslligat completament del FCB, que li abona la liquidació del seu partit d'homenatge (6.205.281 pessetes, corresponents al 55% de la recaptació del matx).

### Octubre
- 22 octubre - Bàsquet. Chicho Sibilio és apartat de l'equip per l'entrenador Antoni Serra per no presentar-se a l'entrenament, després d'un incident esdevingut dos dies abans al vestidor. La Junta Directiva acorda obrir-li expedient.
- 21 octubre - Lliga. Jornada 7. El FCB i la Real Sociedad empaten (1-1) al Camp Nou. López Ufarte avança als bascos i Schuster iguala de llançament de falta. L'equip de Venables és líder amb 2 punts més que el València, Atlético madrid i Sevilla.
- 14 octubre - Amistós a La Verneda amb victòria del Barça sobre el CE Júpiter (1-3) en la commemoració del 75è aniversari del club grisgrana de tercera divisió
- 9 octubre - Recopa d'Europa. Setzens de final. Tornada. El FC Metz elimina inesperadament el FCB al Camp Nou (1-4) en una de les nits més tristes del Barça en les competicions europees. Tot i que Carrasco marca primer, els francesos s'imposen al nerviós conjunt de Terry Venables que juga amb la samarreta suplent de color groc.

### Setembre
- 19 setembre - Recopa d'Europa. Setzens de final. Anada. Victòria del Barça davant el FC Metz (2-4) amb gols blaugrana de Sonor (en pròpia porta), Schuster, Calderé i Carrasco
- 11 setembre - Un Camp Nou amb només 7.000 espectadors acull el partit amistós d'homenatge a Artola i Olmo amb derrota blaugrana enfront l'Athletic Club (0-2).

## Plantilla
La relació de jugadors de la plantilla del Barça la temporada 1984-85 és la següent:
| N. | Pos. | Nac. | Jugador          | Total | Total | Gamper | Gamper | Lliga | Lliga | Copa de la Lliga | Copa de la Lliga | Copa | Copa | Recopa | Recopa |
| N. | Pos. | Nac. | Jugador          | PJ    | Gols  | PJ     | Gols   | PJ    | Gols  | PJ               | Gols             | PJ   | Gols | PJ     | Gols   |
| -- | ---- | --- | ---------------- | ----- | ----- | ------ | ------ | ----- | ----- | ---------------- | ---------------- | ---- | ---- | ------ | ------ |
| —  | POR  | [[Fitxer:Flag of Spain.svg\|23x15px\|border \|alt=Espanya\|link=Selecció de futbol d'Espanya\|{{#if:\|]]                                       | Abellán          | 1     | 0     | 0      | 0      | 1     | 0     | 0                | 0                | 0    | 0    | 0      | 0      |
| —  | DEF  | [[Fitxer:Flag of Spain.svg\|23x15px\|border \|alt=Espanya\|link=Selecció de futbol d'Espanya\|{{#if:\|]]                                       | Alexanko         | 48    | 7     | 2      | 2      | 32    | 3     | 3                | 0                | 9    | 2    | 2      | 0      |
| —  | POR  | [[Fitxer:Flag of Spain.svg\|23x15px\|border \|alt=Espanya\|link=Selecció de futbol d'Espanya\|{{#if:\|]]                                       | Amador           | 3     | 0     | 1      | 0      | 0     | 0     | 0                | 0                | 1    | 0    | 1      | 0      |
| —  | DEF  | [[Fitxer:Flag of Spain.svg\|23x15px\|border \|alt=Espanya\|link=Selecció de futbol d'Espanya\|{{#if:\|]]                                       | Aranda           | 1     | 0     | 0      | 0      | 1     | 0     | 0                | 0                | 0    | 0    | 0      | 0      |
| —  | DAV  | [[Fitxer:Flag of Scotland.svg\|23x15px\|border \|alt=Escòcia\|link=Selecció de futbol d'Escòcia\|{{#if:\|]]                                    | Archibald        | 48    | 21    | 2      | 2      | 32    | 15    | 4                | 1                | 8    | 3    | 2      | 0      |
| —  | DEF  | [[Fitxer:Flag of Catalonia.svg\|23x15px\|border \|alt=Catalunya\|link=Selecció de futbol de Catalunya\|{{#if:\|]]                              | Bueno            | 1     | 1     | 0      | 0      | 1     | 1     | 0                | 0                | 0    | 0    | 0      | 0      |
| —  | MIG  | [[Fitxer:Flag of Catalonia.svg\|23x15px\|border \|alt=Catalunya\|link=Selecció de futbol de Catalunya\|{{#if:\|]]                              | Calderé          | 37    | 9     | 2      | 2      | 22    | 3     | 4                | 1                | 7    | 2    | 2      | 1      |
| —  | DAV  | [[Fitxer:Flag of the Valencian Community (2x3).svg\|23x15px\|border \|alt=País Valencià\|link=Selecció de futbol del País Valencià\|{{#if:\|]] | Carrasco         | 42    | 11    | 2      | 3      | 27    | 4     | 4                | 0                | 7    | 2    | 2      | 2      |
| —  | DEF  | [[Fitxer:Flag of the Valencian Community (2x3).svg\|23x15px\|border \|alt=País Valencià\|link=Selecció de futbol del País Valencià\|{{#if:\|]] | Carreras         | 1     | 0     | 0      | 0      | 1     | 0     | 0                | 0                | 0    | 0    | 0      | 0      |
| —  | DAV  | [[Fitxer:Flag of Catalonia.svg\|23x15px\|border \|alt=Catalunya\|link=Selecció de futbol de Catalunya\|{{#if:\|]]                              | Clos             | 25    | 8     | 0      | 0      | 16    | 6     | 3                | 1                | 5    | 1    | 1      | 0      |
| —  | POR  | [[Fitxer:Flag of Spain.svg\|23x15px\|border \|alt=Espanya\|link=Selecció de futbol d'Espanya\|{{#if:\|]]                                       | Covelo           | 0     | 0     | 0      | 0      | 0     | 0     | 0                | 0                | 0    | 0    | 0      | 0      |
| —  | MIG  | [[Fitxer:Flag of Spain.svg\|23x15px\|border \|alt=Espanya\|link=Selecció de futbol d'Espanya\|{{#if:\|]]                                       | Cristóbal        | 1     | 0     | 0      | 0      | 1     | 0     | 0                | 0                | 0    | 0    | 0      | 0      |
| —  | MIG  | [[Fitxer:Flag of Catalonia.svg\|23x15px\|border \|alt=Catalunya\|link=Selecció de futbol de Catalunya\|{{#if:\|]]                              | Durán            | 1     | 0     | 0      | 0      | 1     | 0     | 0                | 0                | 0    | 0    | 0      | 0      |
| —  | MIG  | [[Fitxer:Flag of Spain.svg\|23x15px\|border \|alt=Espanya\|link=Selecció de futbol d'Espanya\|{{#if:\|]]                                       | Esteban          | 27    | 7     | 2      | 1      | 19    | 4     | 0                | 0                | 5    | 2    | 1      | 0      |
| —  | DEF  | [[Fitxer:Flag of Spain.svg\|23x15px\|border \|alt=Espanya\|link=Selecció de futbol d'Espanya\|{{#if:\|]]                                       | Gerardo          | 42    | 4     | 0      | 0      | 28    | 3     | 4                | 0                | 10   | 1    | 0      | 0      |
| —  | DEF  | [[Fitxer:Flag of Spain.svg\|23x15px\|border \|alt=Espanya\|link=Selecció de futbol d'Espanya\|{{#if:\|]]                                       | Julio Alberto    | 49    | 1     | 2      | 0      | 32    | 1     | 4                | 0                | 9    | 0    | 2      | 0      |
| —  | DAV  | [[Fitxer:Flag of Catalonia.svg\|23x15px\|border \|alt=Catalunya\|link=Selecció de futbol de Catalunya\|{{#if:\|]]                              | Lobo             | 1     | 1     | 0      | 0      | 1     | 1     | 0                | 0                | 0    | 0    | 0      | 0      |
| —  | DAV  | [[Fitxer:Flag of Catalonia.svg\|23x15px\|border \|alt=Catalunya\|link=Selecció de futbol de Catalunya\|{{#if:\|]]                              | López López      | 1     | 0     | 0      | 0      | 1     | 0     | 0                | 0                | 0    | 0    | 0      | 0      |
| —  | DEF  | [[Fitxer:Flag of Spain.svg\|23x15px\|border \|alt=Espanya\|link=Selecció de futbol d'Espanya\|{{#if:\|]]                                       | Manolo           | 8     | 0     | 0      | 0      | 5     | 0     | 0                | 0                | 3    | 0    | 0      | 0      |
| —  | MIG  | [[Fitxer:Flag of Spain.svg\|23x15px\|border \|alt=Espanya\|link=Selecció de futbol d'Espanya\|{{#if:\|]]                                       | Marcos           | 30    | 11    | 2      | 1      | 18    | 4     | 4                | 3                | 6    | 3    | 0      | 0      |
| —  | MIG  | [[Fitxer:Flag of Catalonia.svg\|23x15px\|border \|alt=Catalunya\|link=Selecció de futbol de Catalunya\|{{#if:\|]]                              | Martín Domínguez | 1     | 1     | 0      | 0      | 1     | 1     | 0                | 0                | 0    | 0    | 0      | 0      |
| —  | DEF  | [[Fitxer:Flag of Spain.svg\|23x15px\|border \|alt=Espanya\|link=Selecció de futbol d'Espanya\|{{#if:\|]]                                       | Migueli          | 47    | 4     | 2      | 0      | 32    | 4     | 4                | 0                | 8    | 0    | 1      | 0      |
| —  | MIG  | [[Fitxer:Flag of Spain.svg\|23x15px\|border \|alt=Espanya\|link=Selecció de futbol d'Espanya\|{{#if:\|]]                                       | Milla            | 1     | 1     | 0      | 0      | 1     | 1     | 0                | 0                | 0    | 0    | 0      | 0      |
| —  | DEF  | [[Fitxer:Flag of Catalonia.svg\|23x15px\|border \|alt=Catalunya\|link=Selecció de futbol de Catalunya\|{{#if:\|]]                              | Moratalla        | 7     | 1     | 1      | 0      | 2     | 0     | 1                | 1                | 2    | 0    | 1      | 0      |
| —  | DEF  | [[Fitxer:Flag of Catalonia.svg\|23x15px\|border \|alt=Catalunya\|link=Selecció de futbol de Catalunya\|{{#if:\|]]                              | Padilla          | 1     | 0     | 0      | 0      | 1     | 0     | 0                | 0                | 0    | 0    | 0      | 0      |
| —  | MIG  | [[Fitxer:Flag of Spain.svg\|23x15px\|border \|alt=Espanya\|link=Selecció de futbol d'Espanya\|{{#if:\|]]                                       | Periko Alonso    | 5     | 0     | 0      | 0      | 2     | 0     | 0                | 0                | 3    | 0    | 0      | 0      |
| —  | DAV  | [[Fitxer:Flag of the Valencian Community (2x3).svg\|23x15px\|border \|alt=País Valencià\|link=Selecció de futbol del País Valencià\|{{#if:\|]] | Pichi Alonso     | 12    | 1     | 0      | 0      | 6     | 0     | 1                | 0                | 5    | 1    | 0      | 0      |
| —  | MIG  | [[Fitxer:Flag of Spain.svg\|23x15px\|border \|alt=Espanya\|link=Selecció de futbol d'Espanya\|{{#if:\|]]                                       | Retuerto         | 1     | 0     | 0      | 0      | 1     | 0     | 0                | 0                | 0    | 0    | 0      | 0      |
| —  | MIG  | [[Fitxer:Flag of Catalonia.svg\|23x15px\|border \|alt=Catalunya\|link=Selecció de futbol de Catalunya\|{{#if:\|]]                              | Rojo             | 39    | 3     | 2      | 0      | 29    | 2     | 1                | 0                | 5    | 1    | 2      | 0      |
| —  | DEF  | [[Fitxer:Flag of Catalonia.svg\|23x15px\|border \|alt=Catalunya\|link=Selecció de futbol de Catalunya\|{{#if:\|]]                              | Salva            | 0     | 0     | 0      | 0      | 0     | 0     | 0                | 0                | 0    | 0    | 0      | 0      |
| —  | MIG  | [[Fitxer:Flag of Germany.svg\|23x15px\|border \|alt=Alemanya Occidental\|link=Selecció de futbol d'Alemanya Occidental\|{{#if:\|]]             | Schuster         | 44    | 20    | 2      | 1      | 32    | 11    | 1                | 0                | 7    | 7    | 2      | 1      |
| —  | MIG  | [[Fitxer:Flag of Catalonia.svg\|23x15px\|border \|alt=Catalunya\|link=Selecció de futbol de Catalunya\|{{#if:\|]]                              | Tente Sánchez    | 28    | 0     | 2      | 0      | 13    | 0     | 4                | 0                | 7    | 0    | 2      | 0      |
| —  | MIG  | [[Fitxer:Flag of Spain.svg\|23x15px\|border \|alt=Espanya\|link=Selecció de futbol d'Espanya\|{{#if:\|]]                                       | Urbano           | 1     | 0     | 0      | 0      | 0     | 0     | 0                | 0                | 1    | 0    | 0      | 0      |
| —  | POR  | [[Fitxer:Flag of Spain.svg\|23x15px\|border \|alt=Espanya\|link=Selecció de futbol d'Espanya\|{{#if:\|]]                                       | Urruti           | 49    | 0     | 2      | 0      | 33    | 0     | 4                | 0                | 9    | 0    | 1      | 0      |
| —  | MIG  | [[Fitxer:Flag of Spain.svg\|23x15px\|border \|alt=Espanya\|link=Selecció de futbol d'Espanya\|{{#if:\|]]                                       | Víctor           | 41    | 2     | 2      | 0      | 27    | 2     | 3                | 0                | 7    | 0    | 2      | 0      |

## Resultats

### Amistosos
```
06-08-1984 ANDORRA-BARCELONA 0-5
11-09-1984 BARCELONA-ATH.BILBAO 0-2
20-09-1984 HOSPITALET-BARCELONA 2-4
25-09-1984 REUS-BARCELONA 1-3
04-10-1984 IGUALADA-BARCELONA 3-7
09-10-1984 BARCELONA-SELECCIÓ DE LA LLIGA 2-0
14-10-1984 JUPITER-BARCELONA 1-3
18-10-1984 SANT ANDREU-BARCELONA 0-7
25-10-1984 CALELLA-BARCELONA 0-2
19-12-1984  NASTIC-BARCELONA 1-3
08-04-1985 SELECCIÓ DE GIRONA (3a div.) - BARCELONA 1-4
09-06-1985 BARCELONA-ROMA 2-0

```

### Trofeu Ciutat de Palma
```
17-08-1984 BARCELONA-WATFORD 2-1
18-08-1984 BARCELONA-UNIVERSIDAD CATOLICA 2-3

```

### Trofeu Ramón de Carranza
```
25-08-1984 BARCELONA-SPORTING 0-1
26-08-1984 CADIZ-BARCELONA 3-1

```

### Gamper
| 21 d'agost de 1984   | Barça | 9-1 | Boca Juniors              | Barcelona                                     |  |
| 22:30 CET Semifinals | Alexanko 29', 60' · Archibald 36', 31' · Calderé 55' · Schuster 68' · Carrasco 69' · Esteban 84' · Marcos 86' |     | 32' Passucci · 74' Morena | Camp Nou · 75.000 espectadors · Marín López · |  |

| 22 d'agost de 1984 | Barça                          | 3-1 | Bayern de Munic | Barcelona                                       |  |
| 22:30 CET Final    | Carrasco 9', 27' · Calderé 47' |     | 54' Wohlfarth   | Camp Nou · 80.000 espectadors · Lamo Castillo · |  |

### Lliga

#### Classificació
| Pos | Equip             | PJ | PG | PE | PP | GF | GC | DG  | Pts | Classificació o descens      |
| --- | ----------------- | -- | -- | -- | -- | -- | -- | --- | --- | ---------------------------- |
| 1   | FC Barcelona (C)  | 34 | 21 | 11 | 2  | 69 | 25 | +44 | 53  | Clas. per la Copa d'Europa   |
| 2   | Atlètic de Madrid | 34 | 16 | 11 | 7  | 51 | 28 | +23 | 43  | Clas. per la Recopa d'Europa |
| 3   | Athletic Club     | 34 | 13 | 15 | 6  | 39 | 26 | +13 | 41  | Clas. per la Copa de la UEFA |
| 4   | Sporting de Gijón | 34 | 13 | 15 | 6  | 34 | 23 | +11 | 41  | Clas. per la Copa de la UEFA |
| 5   | Reial Madrid      | 34 | 13 | 10 | 11 | 46 | 36 | +10 | 36  | Clas. per la Copa de la UEFA |

#### Partits
| 2 de setembre de 1984 | R. Madrid | 0-3 | Barça                                          | Madrid                                                      |  |
| 21:00 CET 1a jornada  |           |     | 46' (p.p.) Ángel · 85' Archibald · 91' Calderé | Santiago Bernabéu · 90.000 espectadors · Urizar Azpitarte · |  |

| 9 de setembre de 1984 | Barça                                                   | 4-0 | Zaragoza            | Barcelona                                         |  |
| 18:00 CET 2a jornada  | Milla 18' · Lobo 23' · Bueno 59' · Martín Domínguez 70' |     | 25' Aldea 88' Mayor | Camp Nou · 25.000 espectadors · Merino González · |  |

| 23 de setembre de 1984 | Barça      | 1-0 | Espanyol | Barcelona                                          |  |
| 20:00 CET 4a jornada   | Víctor 10' |     |          | Camp Nou · 115.000 espectadors · Franco Martínez · |  |

| 29 de setembre de 1984 | Betis    | 1-2 | Barça                                    | Sevilla                                                   |  |
| 21:00 CET 5a jornada   | Parra 2' |     | 51' Víctor · 14' Schuster · 37' Alexanko | Benito Villamarín · 48.000 espectadors · García de Loza · |  |

| 7 d'octubre de 1984  | Barça                       | 2-0 | Osasuna | Barcelona                                            |  |
| 17:00 CET 6a jornada | Schuster 43' · Carrasco 68' |     |         | Camp Nou · 100.000 espectadors · Álvarez Margüenda · |  |

| 12 d'octubre de 1984 | Murcia       | 1-1 | Barça      | Múrcia                                          |  |
| 17:30 CET 7a jornada | Figueroa 81' |     | 47' Marcos | La Condomina · 24.000 espectadors · Pes Pérez · |  |

| 21 d'octubre de 1984 | Barça        | 1-1 | R. Sociedad      | Barcelona                                        |  |
| 17:00 CET 8a jornada | Schuster 71' |     | 46' López Ufarte | Camp Nou · 80.000 espectadors · Valdés Sánchez · |  |

| 28 d'octubre de 1984 | At. Madrid       | 1-2 | Barça                    | Madrid                                                   |  |
| 17:00 CET 9a jornada | Hugo Sánchez 60' |     | 8' Calderé · 83' Migueli | Vicente Calderón · 50.000 espectadors · Urío Velázquez · |  |

| 1 de novembre de 1984 | Elx | 0-0 | Barça | Elx                                                           |  |
| 17:00 CET 3a jornada  |     |     |       | Manuel Martínez Valero · 40.000 espectadors · Lamo Castillo · |  |

| 4 de novembre de 1984 | Barça         | 1-1 | València  | Barcelona                                          |  |
| 17:00 CET 10a jornada | Archibald 36' |     | 21' Saura | Camp Nou · 100.000 espectadors · Soriano Aladrén · |  |

| 18 de novembre de 1984 | Málaga      | 1-2 | Barça                        | Màlaga                                                |  |
| 17:00 CET 11a jornada  | Brescia 52' |     | 27' Schuster · 37' Archibald | La Rosaleda · 30.000 espectadors · Urizar Azpitarte · |  |

| 21 de novembre de 1984 | Barça                           | 2-0 | Hércules | Barcelona                                          |  |
| 21:15 CET 12a jornada  | Migueli 19' · Julio Alberto 74' |     |          | Camp Nou · 70.000 espectadors · Ceballos Borrego · |  |

| 25 de novembre de 1984 | Barça                                            | 4-2 | Valladolid             | Barcelona                                    |  |
| 17:00 CET 13a jornada  | Archibald 62', 33' · Carrasco 56' · Alexanko 44' |     | 12' Gail · 86' Fonseca | Camp Nou · 100.000 espectadors · Pes Pérez · |  |

| 2 de desembre de 1984 | Sporting                | 2-2 | Barça                           | Gijón                                              |  |
| 17:00 CET 14a jornada | Ferrero 38' · Quini 40' |     | 4' (p.p.) Cundi · 26' Archibald | El Molinón · 28.000 espectadors · Valdés Sánchez · |  |

| 8 de desembre de 1984 | Barça                                       | 3-1 | Sevilla  | Barcelona                                          |  |
| 17:00 CET 15a jornada | Carrasco 34' · Archibald 63' · Schuster 88' |     | 57' Ruda | Camp Nou · 100.000 espectadors · Sánchez Arminio · |  |

| 16 de desembre de 1984 | Athletic          | 1-0 | Barça | Bilbao                                             |  |
| 17:00 CET 16a jornada  | Julio Salinas 72' |     |       | San Mamés · 40.000 espectadors · Franco Martínez · |  |

| 23 de desembre de 1984 | Barça                    | 2-0 | Racing | Barcelona                                         |  |
| 17:00 CET 17a jornada  | Víctor 7' · Schuster 89' |     |        | Camp Nou · 100.000 espectadors · Andújar Oliver · |  |

| 30 de desembre de 1984 | Barça                                                | 3-2 | R. Madrid                    | Barcelona                                       |  |
| 17:00 CET 18a jornada  | Gerardo 24' · Víctor 34' · Migueli 52' · Esteban 78' |     | 29' Sanchís · 89' Butragueño | Camp Nou · 120.000 espectadors · Ramos Marcos · |  |

| 6 de gener de 1985    | Zaragoza       | 2-4 | Barça                                      | Saragossa                                             |  |
| 16:30 CET 19a jornada | Šurjak 84', 9' |     | 9' Clos · 13' Esteban · 87', 23' Archibald | La Romareda · 35.000 espectadors · Socorro González · |  |

| 13 de gener de 1985   | Barça                                                   | 4-0 | Elche | Barcelona                                           |  |
| 17:00 CET 20a jornada | Schuster 13' · Gerardo 27' · Archibald 56' · Marcos 89' |     |       | Camp Nou · 60.000 espectadors · Mayoral Cedenilla · |  |

| 20 de gener de 1985   | Espanyol | 0-0 | Barça | Barcelona                                       |  |
| 17:00 CET 21a jornada |          |     |       | Sarrià · 44.000 espectadors · Merino González · |  |

| 27 de gener de 1985   | Barça                                       | 4-0 | Betis | Barcelona                                         |  |
| 17:00 CET 22a jornada | Clos 35' · Archibald 52', 79' · Calderé 66' |     |       | Camp Nou · 100.000 espectadors · García de Loza · |  |

| 3 de febrer de 1985   | Osasuna      | 1-2 | Barça                     | Pamplona                                    |  |
| 17:00 CET 23a jornada | Orejuela 80' |     | 32' Gerardo · 40' Esteban | El Sadar · 26.000 espectadors · Pes Pérez · |  |

| 10 de febrer de 1985  | Barça                                                                  | 6-0 | Murcia | Barcelona                                            |  |
| 17:00 CET 24a jornada | Schuster 3', 61' · Archibald 29' · Marcos 36' · Esteban 42' · Clos 86' |     |        | Camp Nou · 100.000 espectadors · Borrás del Barrio · |  |

| 17 de febrer de 1985  | R. Sociedad | 0-0 | Barça | Sant Sebastià                                  |  |
| 17:00 CET 25a jornada |             |     |       | Atotxa · 25.000 espectadors · Valdés Sánchez · |  |

| 20 de febrer de 1985  | Barça                       | 2-2 | At. Madrid                     | Barcelona                                      |  |
| 21:00 CET 26a jornada | Migueli 22' · Archibald 87' |     | 61' Hugo Sánchez · 62' Cabrera | Camp Nou · 95.000 espectadors · Ramos Marcos · |  |

| 3 de març de 1985     | València                  | 2-5 | Barça                                                           | València                                               |  |
| 17:00 CET 27a jornada | Robert 12' · Tendillo 53' |     | 14' Archibald · 17' Schuster · 21' Clos · 36' Rojo · 68' Marcos | Luis Casanova · 55.000 espectadors · Soriano Aladrén · |  |

| 10 de març de 1985    | Barça               | 1-0 | Málaga | Barcelona                                          |  |
| 17:00 CET 28a jornada | Canillas 41' (p.p.) |     |        | Camp Nou · 110.000 espectadors · Franco Martínez · |  |

| 17 de març de 1985    | Hércules                     | 1-0 | Barça | Alacant                                                   |  |
| 17:00 CET 29a jornada | Sanabria 40' · Cartagena 87' |     |       | José Rico Pérez · 40.000 espectadors · Urizar Azpitarte · |  |

| 24 de març de 1985    | Valladolid          | 1-2 | Barça                  | Valladolid                                             |  |
| 17:00 CET 30a jornada | Mágico González 12' |     | 8' Clos · 64' Alexanko | José Zorrilla · 33.000 espectadors · Sánchez Arminio · |  |

| 30 de març de 1985    | Barça               | 2-0 | Sporting | Barcelona                                           |  |
| 21:00 CET 31a jornada | Rojo 15' · Clos 27' |     |          | Camp Nou · 110.000 espectadors · Bayarri Ribelles · |  |

| 7 d'abril de 1985     | Sevilla            | 2-2 | Barça                       | Sevilla                                                      |  |
| 12:00 CET 32a jornada | Magdaleno 55', 63' |     | 38' Carrasco · 76' Schuster | Ramón Sánchez Pizjuán · 20.000 espectadors · Lamo Castillo · |  |

| 14 d'abril de 1985    | Barça | 0-0 | Athletic      | Barcelona                                              |  |
| 18:00 CET 33a jornada |       |     | 39' De Andrés | Camp Nou · 110.000 espectadors · Sánchez-Molina Soto · |  |

| 21 d'abril de 1985    | Racing | 0-0 | Barça | Santander                                              |  |
| 18:00 CET 34a jornada |        |     |       | El Sardinero · 23.000 espectadors · Socorro González · |  |

### Copa de la Lliga
| 4 de maig de 1985                  | Barça                    | 2-0 | R. Sociedad | Barcelona                                       |  |
| 21:15 CET Anada de la segona ronda | Marcos 22' · Calderé 43' |     |             | Camp Nou · 30.000 espectadors · Lamo Castillo · |  |

| 7 de maig de 1985                    | R. Sociedad                   | 2-2 | Barça                      | Sant Sebastià                             |  |
| 20:00 CET Tornada de la segona ronda | López Ufarte 41' · Uralde 49' |     | 15' Marcos · 88' Archibald | Atotxa · 18.000 espectadors · Pes Pérez · |  |

| 11 de maig de 1985    | Barça                                     | 2-2 | R. Madrid                                | Barcelona                                      |  |
| 21:15 CET Anada de 4s | Clos 41' · Marcos 45' · Julio Alberto 89' |     | 67' Valdano · 72' Juanito · 89' Stielike | Camp Nou · 40.000 espectadors · Ramos Marcos · |  |

| 18 de maig de 1985      | R. Madrid   | 1-1 | Barça         | Madrid                                                    |  |
| 21:00 CET Tornada de 4s | Valdano 78' |     | 57' Moratalla | Santiago Bernabéu · 70.000 espectadors · Valdés Sánchez · |  |

### Copa
| 7 de novembre de 1984              | Lleida                     | 3-1 | Barça       | Lleida                                                    |  |
| 21:00 CET Anada de la segona ronda | Azcona 4' · Serna 49', 90' |     | 55' Esteban | Camp d'Esports · 15.000 espectadors · Borrás del Barrio · |  |

| 27 de novembre de 1984               | Barça                                                               | 6-0 | Lleida | Barcelona                                           |  |
| 21:30 CET Tornada de la segona ronda | Carrasco 39', 11' · Archibald 22' · Schuster 41', 83' · Esteban 47' |     |        | Camp Nou · 40.000 espectadors · Mayoral Cedenilla · |  |

| 12 de desembre de 1984              | Barça                                                      | 4-1 | Murcia       | Barcelona                                     |  |
| 21:15 CET Anada de la tercera ronda | Rojo 18' · Archibald 57' · Schuster 78' · Pichi Alonso 87' |     | 30' Figueroa | Camp Nou · 80.000 espectadors · Marín López · |  |

| 9 de gener de 1985                    | Murcia      | 0-1 | Barça        | Múrcia                                                 |  |
| 21:00 CET Tornada de la tercera ronda | Higinio 59' |     | 71' Schuster | La Condomina · 14.000 espectadors · Martín Navarrete · |  |

| 30 de gener de 1985                | Espanyol | 0-2 | Barça                  | Barcelona                                           |  |
| 21:00 CET Anada de la quarta ronda |          |     | 64' Calderé · 89' Clos | Sarrià · 12.000 espectadors · Sánchez-Molina Soto · |  |

| 6 de febrer de 1985                  | Barça                          | 3-0 | Espanyol | Barcelona                                          |  |
| 21:15 CET Tornada de la quarta ronda | Schuster 15', 47' · Marcos 43' |     |          | Camp Nou · 55.000 espectadors · Urizar Azpitarte · |  |

| 13 de març de 1985    | Barça                                                       | 5-0 | Hércules | Barcelona                                          |  |
| 21:15 CET Anada de 8s | Marcos 52' · Schuster 24' · Gerardo 42' · Alexanko 75', 62' |     |          | Camp Nou · 70.000 espectadors · Martín Navarrete · |  |

| 3 d'abril de 1985       | Hércules     | 1-0 | Barça | Alacant                                                |  |
| 21:00 CET Tornada de 8s | Sanabria 50' |     |       | José Rico Pérez · 15.000 espectadors · Pérez Sánchez · |  |

| 17 d'abril de 1985    | Betis                               | 3-1 | Barça       | Sevilla                                                    |  |
| 21:00 CET Anada de 4s | Poli Rincón 68', 27' · Gordillo 73' |     | 77' Calderé | Benito Villamarín · 40.000 espectadors · Soriano Aladrén · |  |

| 15 de maig de 1985      | Barça                      | 2-1 | Betis        | Barcelona                                          |  |
| 21:15 CET Tornada de 4s | Marcos 60' · Archibald 83' |     | 44' Gordillo | Camp Nou · 80.000 espectadors · Urizar Azpitarte · |  |

### Recopa
| 19 de setembre de 1984 | Metz                  | 2-4 | Barça                                                        | Metz                                                 |  |
| 20:30 CET Anada de 16s | Kurbos 44' · Rohr 86' |     | 12' (p.p.) Sonor · 47' Schuster · 54' Calderé · 64' Carrasco | Saint-Symphorien · 25.000 espectadors · Jan Keizer · |  |

| 3 d'octubre de 1984      | Barça        | 1-4 | Metz                                            | Barcelona                                     |  |
| 21:15 CET Tornada de 16s | Carrasco 33' |     | 38', 65', 85' Kurbos · 39' (p.p.) Tente Sánchez | Camp Nou · 15.000 espectadors · Ron Bridges · |  |